# Bisdom Cerignola-Ascoli Satriano
Het bisdom Cerignola-Ascoli Satriano (Latijn: Dioecesis Ceriniolensis-Asculana Apuliae, Italiaans: Diocesi di Cerignola-Ascoli Satriano) is een in Italië gelegen rooms-katholiek bisdom met zetel in de stad Cerignola. Het bisdom behoort tot de kerkprovincie Foggia-Bovino en is, samen met het aartsbisdom Manfredonia-Vieste-San Giovanni Rotondo en de bisdommen Lucera-Troia en San Severo, suffragaan aan het aartsbisdom Foggia-Bovino.

## Geschiedenis
Het bisdom Ascoli Satriano werd opgericht in de 11e eeuw. In 849 werd het suffragaan aan het aartsbisdom Benevento. Paus Pius VII hernoemde het bisdom op 14 juni 1819 met de apostolische constitutie Quamquam per Nuperrimam tot bisdom Ascoli Satriano en Cerignola. Op 30 april 1979 werd het suffragaan aan het aartsbisdom Foggia-Bovino. Op 30 september 1986 werd het bisdom hernoemd tot bisdom Cerignola-Ascoli Satriano.

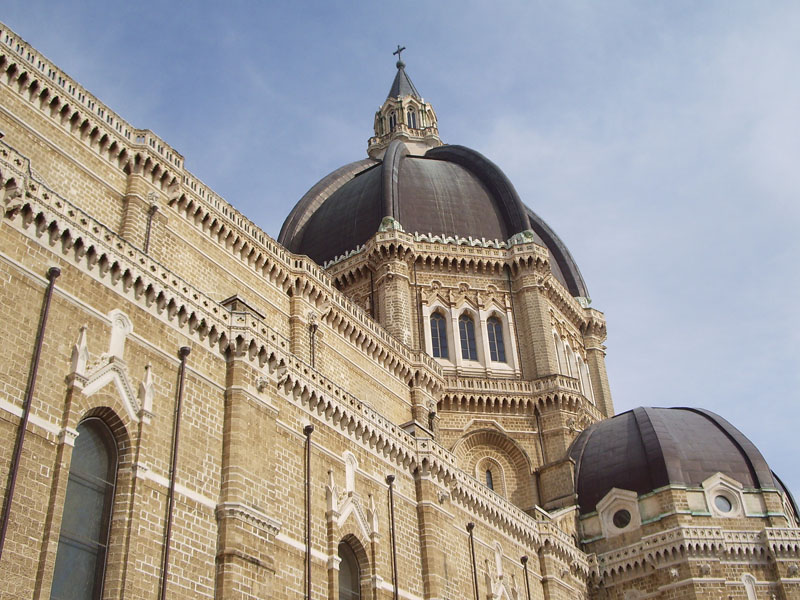
Kathedraal van Cerignola

## Bisschoppen van (Cerignola-)Ascoli Satriano
| - 105–174: Heilige Leo - 313–366: Teofilo - 366: Liniano I - 384–415: Emilio - 415–447: Johannes I - 448–409: M.Doro - 490–494: Sofo - 494–520: Epifanio - 520–533: Felix I - 533–543: Marciano - 543: Zosimo - 585–591: Felix II - 591–599: Liniano II - 600–603: David I - 603–615: Barbaro - 615–622: Alfano I - 622: Ildebrando - 700–733: Alderico - 733–743: Tito - 743: Cesario - Johannes II - 768/72–824: David II - 825–833: Gutto - 833–845: Urso - 845–852: Johannes III | - 852–868: Karl - 868–875: Johannes IV - 875–886: Angione - 886–894: Conservato - 894: Peter I - 908–911: Valdefrido - 911: Johannes V - 954–957: Vincenzo - 957: Landolfo - ca. 965/72–984: Maldefrido - 984–998: Alone - 998: Alfano II - 1009–1011: Mundo - 1011: Alfano III - 1053–1059: Valderico - 1059–1072: Mauro - 1072–1091: Aurelio - 1092: Johannes VI - 1107–1167: Risando - 1167: Goffred - 1179: Johannes VII - 1226: Johannes VIII - 1265–1276: Negro - 1276–1280: Benedikt - 1280–1301: Adamo | - 1301–1307: Rogerio - 1308–1310: Angelo - 1310–1310: Francesco I - 1310–1325: Francesco II - 1325–1353: Pietro II - 1353–1376: Pietro III de Pironti - 1376–1396: Pietro IV - 1397–1419: Francesco III Pasquarelli - 1419–1458: Giacomo - 1458–1469: Giovanni Antonio Boccarelli - 1469–1477: Francesco Pietro Luca di Gerona, O.P. - 1477–1479: Fazio de Galleranis - 1479–1509: Giosuè de Gaeta - 1509–1512: Agapito Giosuè de Gaeta - 1513–1517: Giosuè de Gaeta - 1517–1566: Giovanni Francesco de Gaeta - 1550–1556: Lattanzio Roverella di Ferrara - 1567–1593: Marco Lando - 1593–1603: Francesco Bonfilio - 1603–1620: Ferdinando D’Avila, O.F.M. Capp. - 1620–1624: Francesco Maria de Marra - 1625–1629: Francesco Andrea Gelsomino, O.Er.Ag. - 1630–1639: Gregorio Bolognetti - 1639–1648: Michele Rezia - 1648–1656: Pirro Luigi Castellomata | - 1657–1659: Filippo - 1659–1672: Giacomo Filippo Bescapè - 1672–1679: Felice Via Cosentino - 1680–1684: Filippo Lenti - 1685–1728: Francesco Antonio Punzi - 1728–1737: Francesco Antonio del Martinis - 1737–1771: Giuseppe Campaniello - 1771–1807: Emannele de Tomasi - 1813–1830: Antonio Maria Nappi - 1832–1849: Francesco Iavarone (ook bisschop van Sant'Agata de' Goti) - 1849–1872: Leonardo Todisco Grande - 1872–1887: Antonio Sena - 1887–1900: Domenico Cocchia, O.F.M. Cap. - 1901–1914: Angelo Struffolini - 1915–1930: Giovanni Sodo - 1931–1946: Vittorio Consigliere, O.F.M. Cap. - 1946–1957: Donato Pafundi - 1957–1987: Mario Di Lieto - 1987–1990: Vincenzo D'Addario - 1990–1999: Giovanni Battista Pichierri - 2000–heden: Felice di Molfetta |